# 1854 dans le catholicisme
Chronologie du catholicisme
- 1850
- 1851
- 1852
- 1853
- 1854
- 1855
- 1856
- 1857
- 1858

Cet article présente les faits marquants de l'année 1854 dans le catholicisme.

## Évènements
- 26 janvier : Saint Jean Bosco fonde l’ordre des Salésiens à Turin[1].
- 8 décembre : proclamation du dogme de l'Immaculée Conception (constitution apostolique Ineffabilis Deus de Pie IX.
- 9 décembre : Pie IX consacre la basilique Saint-Paul-hors-les-Murs à Rome, reconstruite après l'incendie du 15 juillet 1823[2].
- 22 décembre : la Cathédrale Notre-Dame des Doms d'Avignon  est érigée en basilique mineure par le pape Pie IX[3].

## Naissances
- 12 janvier : François-Alexandre Maillet, prélat français, évêque de Saint-Claude († 1er novembre 1925)
- 17 janvier : Antonio Moscheni, frère jésuite italien, missionnaire en Inde et peintre religieux († 15 novembre 1905)
- 19 janvier : Alexandre Le Roy, prélat et missionnaire français, supérieur général de la Congrégation du Saint-Esprit et évêque titulaire d'Alinda (de) puis archevêque titulaire de Carie (de) († 21 avril 1938)
- 21 janvier : Godefroid Pelckmans, prélat capucin et missionnaire belge, évêque de Lahore († 3 août 1904)
- 15 février : José de Calasanz Félix Santiago Vives y Tutó, cardinal espagnol de la Curie († 7 septembre 1913)
- 16 février : Amélie Rigard, en religion Sœur Julie, religieuse et directrice d'hôpital française († mai 1925)
- 8 mars : Gustave Mutel, prélat et missionnaire français, vicaire apostolique de Séoul et évêque titulaire de Milo (de) puis archevêque titulaire de Mopsuestia et de Ratiaria (de) († 22 janvier 1933)
- 10 mars : Miquel Costa i Llobera, prêtre, poète et écrivain espagnol († 16 octobre 1922)
- 12 mars : Jérôme Buléon, prêtre et historien français († 31 octobre 1934)
- 19 mars : Julie-Marguerite-Lia Blanchard, religieuse canadienne, supérieure générale des Sœurs de la Providence de Montréal († 24 janvier 1939)
- 26 mars : Jean-Joseph Hirth, prélat et missionnaire français, vicaire apostolique du Kivu et évêque titulaire de Theveste (de), fondateur des Filles de la Vierge († 6 janvier 1931)
- 1er avril : 
  - Augustus Tolton, l'un des premiers prêtres afro-américains, vénérable († 9 juillet 1897)
  - Pierre Aurientis, prêtre et missionnaire français au Japon († 25 octobre 1922)
  - Henri Vasselon, prélat et missionnaire français, évêque d'Osaka († 7 mars 1896)
- 6 avril : Pierre Harispe, prêtre et écrivain français († 5 novembre 1929)
- 12 avril : Paul-Marie Reynaud, prélat lazariste et missionnaire français, vicaire apostolique de Ning Po et évêque titulaire de Fussala (de) († 23 février 1926)
- 16 avril : Vicente Casanova y Marzol, cardinal espagnol, archevêque de Grenade († 23 octobre 1930)
- 18 avril : Joseph Bonafont, prêtre et poète français d'expression catalane († 22 février 1935)
- 25 avril : Joseph Tournier, prêtre, archéologue et paléontologue français († 14 juillet 1938)
- 1er mai : Adolphe Tanquerey, prêtre sulpicien et théologien français († 21 février 1932)
- 25 mai : Joseph Van den Gheyn, prêtre jésuite et anthropologue belge († 29 janvier 1913)
- 27 mai : Antoine Sabarthès, prêtre, écrivain et historien français († 19 février 1944)
- 10 juin : Martin-Jérôme Izart, prélat et exégète français, archevêque de Bourges († 31 mai 1934)
- 12 juin : Sylvain Balau, prêtre et historien belge († 10 juillet 1915)
- 18 juin : Emmanuel van den Bosch, prélat capucin et missionnaire belge, archevêque d'Agra († 15 octobre 1921)
- 24 juin : John Tuohill Murphy, prélat spiritain et missionnaire irlandais, évêque de Port-Louis († 16 avril 1926)
- 27 juin : Scipione Tecchi, cardinal italien de la Curie († 7 février 1915)
- 2 juillet : Achille Gerste, prêtre jésuite, philologue et linguiste belge († 27 novembre 1920)
- 8 juillet : François Fabre, prêtre et historien français († 7 mai 1932)
- 27 juillet : André-Thaddée Bourque, prêtre, auteur et compositeur acadien († 28 juin 1914)
- 18 août : Clodius Piat, prêtre et historien français († 11 octobre 1918)
- 3 septembre : Willem Marinus van Rossum, cardinal néerlandais de la Curie, archevêque titulaire de Césarée-en-Maurétanie (de) († 30 août 1932)
- 8 septembre : Elzéar Delamarre, prêtre canadien, fondateur des Sœurs antoniennes de Marie († 21 avril 1925)
- 17 septembre : Heinrich Pesch, prêtre jésuite et économiste allemand († 1er avril 1926)
- 18 septembre : Jean-Marie Mérel, prélat et missionnaire français, vicaire apostolique du Kouong-Tong et évêque titulaire d'Orcistus (de) († 13 octobre 1932)
- 4 octobre : Henri-Raymond Villard, prélat français, évêque d'Autun († 7 décembre 1914)
- 10 octobre : François Borgia Sedej, prélat italien, archevêque de Gorizia († 28 novembre 1931)
- 15 octobre : James Edward Quigley, prélat canado-américain, archevêque de Chicago († 10 juillet 1915)
- 17 octobre : Louis Amigó Ferrer, prélat capucin espagnol, évêque de Segorbe, fondateur des Sœurs tertiaires capucines de la Sainte Famille et des Tertiaires Capucins de Notre Dame des Douleurs († 1er octobre 1934)
- 24 octobre : Émile Raguet, prêtre belge, linguiste et missionnaire au Japon († 3 novembre 1929)
- 7 novembre : Saint Miguel Febres Cordero, religieux enseignant équatorien († 9 février 1910)
- 8 novembre : Laurent Guillon, prélat et missionnaire français, vicaire apostolique de Mandchourie-Méridionale et évêque titulaire d'Euménie (de), martyr († 2 juillet 1900)
- 21 novembre : Giacomo della Chiesa, futur pape Benoît XV († 22 janvier 1922)
- 24 novembre : Mariana Allsopp González-Manrique, religieuse mexicaine, cofondatrice des Sœurs trinitaires de Madrid († 15 mars 1933)
- 3 décembre : Fernand Mourret, prêtre, écrivain et historien français († 28 mai 1938)
- 4 décembre : Marie-Félix Choulet, prélat et missionnaire français, vicaire apostolique de Mandchourie-Méridionale et évêque titulaire de Zela (de) († 31 juillet 1923)
- 11 décembre : François Marie Falquerho, prêtre et poète breton († 6 mars 1917)
- 12 décembre : 
  - Nicolas Coccola, prêtre, missionnaire français au Canada († 1er mars 1943)
  - Jules G.M. Devos, prêtre et journaliste belge († 25 juillet 1925)
- 27 décembre : Bertrand Cothonay, prêtre dominicain français, missionnaire en Amérique du Sud et en Chine († 25 mai 1926)

## Décès
- 27 février : Félicité de La Mennais, prêtre, théologien, écrivain, philosophe et homme politique français (° 19 juin 1782)
- 12 mai : Luigi Lambruschini, cardinal italien de la Curie, cardinal-secrétaire d'État, précédemment diplomate du Saint-Siège et archevêque titulaire de Bérythe (de) (° 16 mai 1776)
- 15 juin : Raffaele Fornari, cardinal italien de la Curie, précédemment diplomate du Saint-Siège et archevêque titulaire de Nicée (° 23 janvier 1787)
- 19 juin : Jean-Baptiste Muard, moine bénédictin français, fondateur de la Congrégation de Saint Edme et de l'abbaye Sainte-Marie de la Pierre-qui-Vire (° 15 avril 1809)
- 4 juillet : Nicolas-Joseph Frémiot, prêtre jésuite français, missionnaire au Canada (° 5 octobre 1818)
- 17 juillet : Thomas Maguire, prêtre, éducateur et écrivain canadien (° 9 mai 1776)
- 24 juillet : Bienheureux Modestin de Jésus et Marie, moine franciscain déchaussé italien (° 5 septembre 1802)
- 28 août : Sainte Joaquina Vedruna, mère de famille puis religieuse carmélite espagnole, fondatrice des Carmélites de la charité (° 16 avril 1783)
- 1er septembre : 
  - Augustin Bourry, prêtre français missionnaire au Tibet, assassiné (° 27 décembre 1826)
  - Nicolas Krick, prêtre français missionnaire au Tibet, assassiné (° 1er mars 1819)
- 3 septembre : Christoph von Schmid, prêtre allemand et auteur pour enfants (° 15 août 1768)
- 8 septembre : Angelo Mai, cardinal jésuite et philologue italien (° 7 mars 1782)
- 2 octobre : Sainte Jeanne-Émilie de Villeneuve, religieuse française, fondatrice des Sœurs de Notre-Dame de l'Immaculée Conception de Castres (° 9 mars 1811)
- 21 octobre : Nicolas-Théodore Olivier, prélat français, évêque d’Évreux (° 28 avril 1798)
- 29 décembre : Jean-Baptiste Bouvier, prélat français, évêque du Mans (° 16 janvier 1783)